# STS-72
STS-72 — космический полёт МТКК «Индевор» по программе «Спейс Шаттл».

## Экипаж
- Брайан Даффи (3) — командир
- Брент Джетт (1) — пилот
- Лерой Чиао (2) — специалист миссии
- Даниэль Барри (1) — специалист миссии
- Уинстон Скотт (1) — специалист миссии
- Коити Ваката (1) — специалист миссии

## Выходы в открытый космос
- Выход 1 —  Чиао и Барри
- Начало: 15 января 1996 — 05:35 UTC
- Окончание: 15 января — 11:44 UTC
- Продолжительность: 6 часов 09 минут
- Выход 2 —  Чиао и Скотт
- Начало: 17 января — 1996 — 05:40 UTC
- Окончание: 17 января — 12:34 UTC
- Продолжительность: 6 часов 54 минут

## Описание полёта
Основной задачей миссии был захват на орбите и возвращение на Землю японского исследовательского спутника — англ.  ’’Space Flyer Unit (SFU)’’. Спутник SFU (вес: 3.577 кг) был запущен с японского космодрома Танэгасима, ракетой — H-II, 18 марта 1995 года.
На третий день полёта «Индевора», спутник SFU был захвачен краном-роботом и помещен в грузовой отсек шаттла. Краном-роботом управлял японский астронавт Коити Ваката.
Был развернут и выпущен в свободный полёт научно-исследовательский спутник — OAST-Flyer (Office of Aeronautics and Space Technology Flyer). Этот спутник находился в автономном полёте, примерно, 50 часов и удалялся от «Индевора» на расстояние до 72 км. Затем этот спутник был захвачен роботом-краном и вновь помещен в грузовой отсек «Индевора».
Были осуществлены два выхода в открытый космос. Цель выходов — подготовка к сборке на орбите Международной космической станции. Во время первого выхода, астронавты Чиао и Барри проводили различные технологические эксперименты с электрическими и гидравлическими линиями. Во втором выходе участвовали астронавты Чиао и Скотт, которые также проводили технологические эксперименты. Астронавт Скотт испытывал системы терморегулирования своего скафандра в особо жёстких условиях (при температуре до −75 °C).
Проводились исследования озонового слоя атмосферы. Проводились работы по точному измерению высоты полёта шаттла над поверхностью Земли.
Проводились также медицинские и биологические исследования.
Два астронавта Даниэль Барри и Коити Ваката стали первыми людьми, сыгравшими в Го в космосе на борту шаттла, за что Барри получил второй дан от японской ассоциации Го.

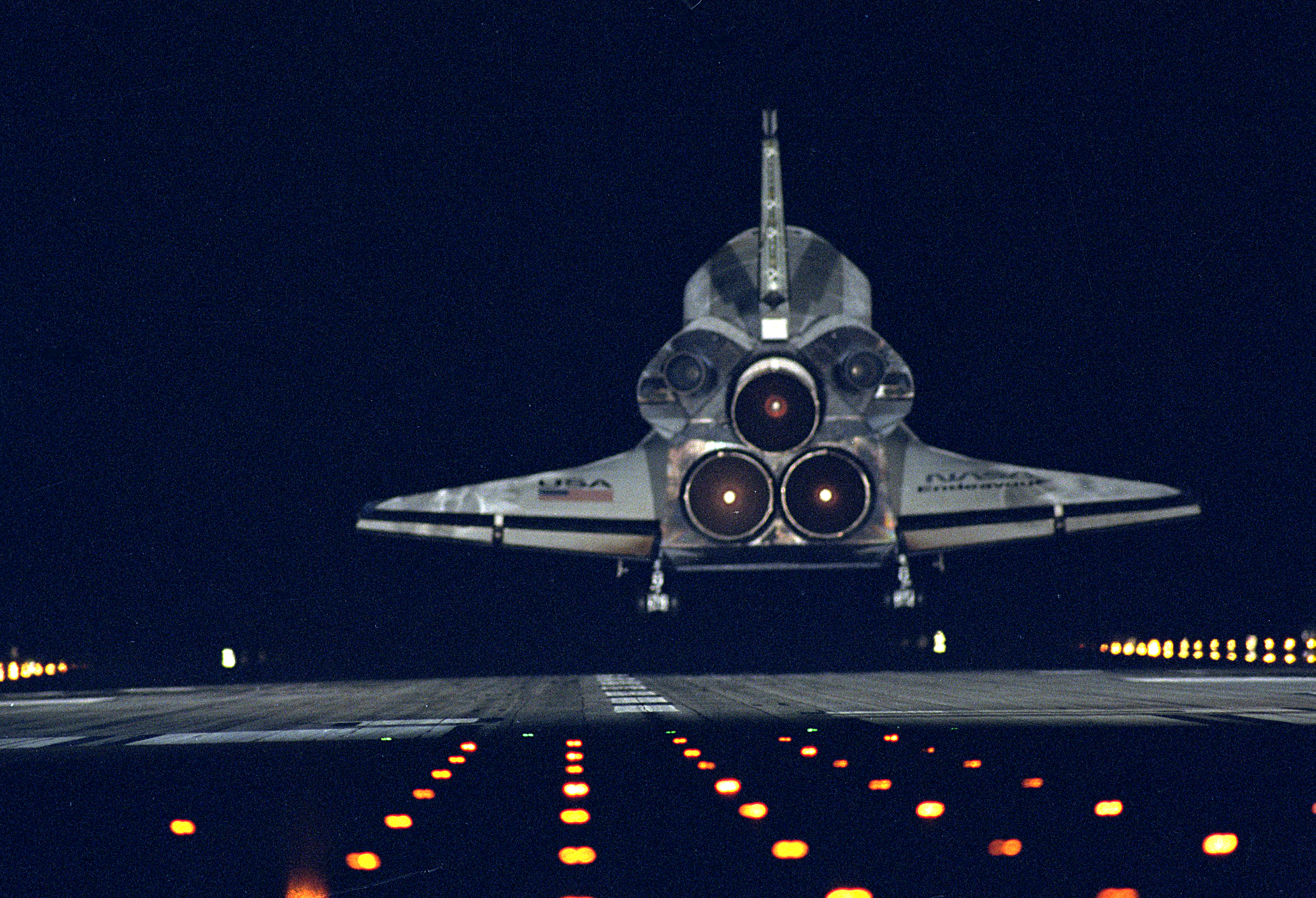
Space Shuttle Endeavour landing after a successful STS-72 flight.